# Championnats du monde de ski alpin 1962
Navigation
Squaw Valley 1960 Innsbruck 1964
Les championnats du monde de ski alpin 1962 ont eu lieu à Chamonix en France du 11 au 18 février 1962.
L'équipe d'Autriche remporte 6 des 8 titres avec :
- Karl Schranz : champion du monde de descente et du combiné et médaillé d'argent en géant. Le skieur de Sankt Anton gagnera également en 1962 le Kandahar et le K de diament à Sestrières.
- Marianne Jahn : championne du monde de géant et de slalom et médaillée d'argent en combiné.
- Egon Zimmermann : champion du monde de géant et médaillé de bronze en descente.
- Christl Haas (18 ans) : championne du monde de descente.

La domination des skieurs de l'ÖSV est totale. Cet exploit ne sera réédité qu'en 1966 à Portillo par l'équipe de France et en 1987 à Crans Montana par l'équipe de Suisse.
La France gagne les 2 épreuves qui échappent à l'Autriche.
Le chamoniard Charles Bozon et Guy Périllat signent le doublé en slalom.
Marielle Goitschel remporte le titre du combiné et l'argent en slalom à seulement 16 ans et demi.
Pour la première fois de l'histoire des championnats du monde de ski, la Suisse ne gagne aucune médaille.
Les années 1960 seront une traversée du désert pour le ski suisse avec deux autres « zéro médaille » à Innsbruck en 1964 et à Portillo en 1966.

## Palmarès

### Hommes
| Épreuves | Or              | Argent          | Bronze          |
| -------- | --------------- | --------------- | --------------- |
| Descente | Karl Schranz    | Emile Viollat   | Egon Zimmermann |
| Géant    | Egon Zimmermann | Karl Schranz    | Martin Burger   |
| Slalom   | Charles Bozon   | Guy Périllat    | Gerhard Nenning |
| Combiné  | Karl Schranz    | Gerhard Nenning | Ludwig Leitner  |

### Femmes
| Épreuves | Or                 | Argent             | Bronze          |
| -------- | ------------------ | ------------------ | --------------- |
| Descente | Christl Haas       | Pia Riva           | Barbara Ferries |
| Géant    | Marianne Jahn      | Erika Netzer       | Joan Hannah     |
| Slalom   | Marianne Jahn      | Marielle Goitschel | Erika Netzer    |
| Combiné  | Marielle Goitschel | Marianne Jahn      | Erika Netzer    |

## Tableau des médailles
| Rang | Nations    | Or | Argent | Bronze | Total |
| 1    | Autriche   | 6  | 4      | 5      | 15    |
| 2    | France     | 2  | 3      | 0      | 5     |
| 3    | Italie     | 0  | 1      | 0      | 1     |
| 4    | États-Unis | 0  | 0      | 2      | 2     |
| 5    | RFA        | 0  | 0      | 1      | 1     |